# Le Bez
Le Bez (occitanisch: Lo Bèç) ist eine südfranzösische Gemeinde mit 901 Einwohnern (Stand: 1. Januar 2022) im Département Tarn in der Region Okzitanien (vor 2016: Midi-Pyrénées). Le Bez gehört zum Arrondissement Castres und zum Kanton Les Hautes Terres d’Oc (bis 2015: Kanton Brassac).

## Lage
Le Bez liegt etwa 18 Kilometer in ostnordöstlicher Richtung von Castres entfernt im Regionalen Naturparks Haut-Languedoc zwischen den Flüssen Agout und Durenque, dessen Zufluss Durencuse hier entspringt und das Gemeindegebiet durchquert. Umgeben wird Le Bez von den Nachbargemeinden Vabre und Fontrieu im Norden, Brassac im Osten, Lasfaillades im Südosten, Cambounès im Süden, Saint-Salvy-de-la-Balme und Burlats im Westen sowie Lacrouzette im Nordwesten.

## Bevölkerungsentwicklung
| Jahr                      | 1962 | 1968 | 1975 | 1982 | 1990 | 1999 | 2006 | 2013 |
| Einwohner                 | 643  | 602  | 606  | 612  | 654  | 716  | 786  | 842  |
| Quelle: Cassini und INSEE |      |      |      |      |      |      |      |      |

## Sehenswürdigkeiten
- Kirche
- Statuenmenhire du Baissas, Statuenmenhir de la Monjarié und Guior-Haut